# کرلین (مریلند)
کرلین (به انگلیسی: Crellin) شهری در ایالت مریلند کشور ایالات متحده آمریکا است که جمعیت آن در سرشماری سال ۲۰۱۰ میلادی، ۲۶۴ نفر بوده‌است.